# Portulacaceae
Пркоси или туштеви (Portulacaceae) су породица која обухвата око 500 врста сукулентних зељастих биљака, сврстаних у 25 родова. Породица је космополитски распрострањена, са највећим диверзитетом у полусушним областима Јужне хемисфере. Сродна је породици кактуса.

## Класификација породице[2]
Већина класификационих схема посматра породицу пркоса у широком смислу као јединствену, али молекуларно генетичка истраживања су показала да је у питању парафилетска група, коју би требало поделити на четири породице – Montiaceae (која би укључивала и породицу Hectorellaceae), Talinaceae, Portulacaceae и Anacampserotaceae; или у њене оквире подвести и породицу кактуса.